# Salomacus (cràter)
Salomacus és un cràter sobre la superfície de (21) Lutècia, situat amb el sistema de coordenades planetocèntriques a 11 ° de latitud nord i 109 ° de longitud est. Fa un diàmetre de 7 km. El nom va ser fet oficial per la UAI el cinc d'abril de 2011 i fa referència a Salomacus, antiga ciutat romana de l'època de Lutècia, actualment Salas (França).